# Wilks-Koeffizient
Der Wilks-Koeffizient ist ein geschlechts- und körpergewichtsabhängiger Faktor, der bei Kraftsportwettkämpfen, multipliziert mit dem bewegten Gewicht, eine vergleichbare Punktzahl ergibt. Sie gilt als internationaler Standard bei Wettkämpfen. Sie wurde nach dem Australier Robert Wilks benannt, der die Formel zur Ermittlung des Koeffizienten entwickelt hat. Der Wilks-Koeffizient und andere in Deutschland verwendete, wie zum Beispiel der Sinclair-Malone-Meltzer Koeffizient ist nicht international einheitlich festgelegt. In Russland und Australien wird zum Beispiel der Wilks-Koeffizient verwendet. Die früher verwendete „Schwartz-Tabelle“ wird nicht mehr angewandt.
Der BVDK (Bundesverband Deutscher Kraftdreikämpfer) hat in seinen Technischen Regeln im Kraftdreikampf gemäß IPF (International Powerlifting Federation) (gültig ab Juni 2011) die Wilks-Koeffizienten übernommen.

## Berechnung
{\displaystyle x={\frac {500}{a+bm+cm^{2}+dm^{3}+em^{4}+fm^{5}}}}

Für m ist das Körpergewicht des Sportlers einzusetzen.
| Parameter | Männer       | Frauen          |
| --------- | ------------ | --------------- |
| a         | −216,0475144 | 594,31747775582 |
| b         | 16,2606339   | −27,23842536447 |
| c         | −0,002388645 | 0,82112226871   |
| d         | −0,00113732  | −0,00930733913  |
| e         | 7,01863E-06  | 47,31582E-06    |
| f         | −1,291E-08   | −9,054E-08      |

## Beispiel
Bei einem Bankdrückwettkampf erzielen drei Athleten die folgenden Leistungen und Ergebnisse:
| Name     | Körpergewicht (kg) | Wilks-Koeffizient | gedrücktes Gewicht (kg) | Wilks-Punkte |
| -------- | ------------------ | ----------------- | ----------------------- | ------------ |
| Athlet 1 | 75                 | 0,7126            | 110                     | 78,386       |
| Athlet 2 | 90                 | 0,6384            | 120                     | 76,608       |
| Athlet 3 | 105                | 0,5976            | 130                     | 77,688       |

Auch wenn Athlet 2 um 10 kg mehr bewältigt hat als Athlet 1, erzielt er aufgrund des 15 kg höheren Körpergewichts und damit geringeren Koeffizienten eine geringere Punktzahl. Auch Athlet 3 kann trotz des größten bewältigten Gewichts nicht die höchste Punktzahl erzielen, da auch er einen geringen Koeffizienten aufgrund des 30 kg höheren Körpergewichts hat.

## Liste der IPF Verbände die Wilks-Koeffizient verwenden
- U.S.A. Powerlifting (USAPL)
- Canadian Powerlifting Union (CPU)
- Finnish Powerlifting Federation (FPF)
- Great Britain Powerlifting Federation (GBPF)
- Association of the Philippines (PAP)
- Hungarian Powerlifting Federation (HPF)
- Powerlifting Australia (PA)
- Russian Powerlifting Federation (RPF)
- South African Powerlifting Federation (SAPF)
- Swedish Powerlifting Federation (SPF)
- Ukraine Powerlifting Federation (UPF)